# Olcades
Vous lisez un « bon article » labellisé en 2024.
Les Olcades (du latin Olcadi) sont un peuple celte de la péninsule Ibérique, dont le territoire est localisé près de leur capitale, la cité de Cartala d'après Tite-Live ou Althia selon Polybe.
La tribu des Olcades peuple à l'époque le cours supérieur de l'actuel fleuve espagnol Guadiana et le sud-est du système Ibérique. C'est l'un des peuples les plus méconnus de l'Ibérie pendant l'Antiquité. Ne pratiquant pas l'écriture, il ne nous est connu que par les sources grecques, puniques et romaines.
Les Olcades seraient issus d'une migration des Volques au IVe siècle av. J.-C., un peuple celte du sud de la Gaule. Aux IVe et IIIe siècles av. J.-C., ils se développent économiquement grâce à l'élevage et l'agriculture. En 221 av. J.-C., leur capitale est assiégée puis pillée par l'armée carthaginoise d'Hannibal Barca, nommé récemment chef de l'Espagne barcide. L'année suivante, les Olcades participent à l'embuscade ratée contre l'armée carthaginoise à la bataille du Tage aux côtés des Carpétans et des Vaccéens. La deuxième guerre punique entre Carthaginois et Romains commence en 219 av. J.-C. avec le siège de Sagonte et les Olcades sont contraints de fournir à Carthage des troupes qui sont envoyées en Afrique. Au IIe siècle av. J.-C., ils passent sous la domination romaine puis disparaissent au Ier siècle av. J.-C., probablement assimilés par leurs voisins.
Leur localisation suscite de nombreux débats depuis deux siècles : La Alcarria, la province de Cuenca ou d'autres propositions plus septentrionales ou orientales. Leur ville principale est Althia. Segóbriga est probablement un de leurs oppida. Après la conquête les Romains fondent Valeria sur leur territoire pour le contrôler. Leur appartenance culturelle, ibère ou celtibère, a également fait l'objet de nombreux débats.

## Ethnonymie
Pour Pere Bosch Gimpera, les Olcades peuvent être rattachés au mot celtique olca qui signifie « terre cultivable » ou « ouche ».

## Histoire

### Origines
Les Olcades sont apparentés à la fois aux Celtibères et aux Carpétans,.
On pense que les Olcades sont issus des Volques du sud de la Gaule qui sont arrivés en Ibérie à la suite des migrations celtiques du IVe siècle av. J.-C.. Les habitants commencent alors à créer des villes fortifiées appelées oppida, à l'image de ce qui s'est passé en Gaule et dans le reste de la péninsule Ibérique. Pendant les IVe et IIIe siècles av. J.-C., ce peuple est marqué par une évolution vers une société paysanne grâce aux contacts des civilisations méditerranéennes.

### Guerre contre Carthage

Campagnes d'Hannibal Barca en 221 av. J.-C.-220 av. J.-C. avec comme premier objectif le territoire des Olcades.

Zone d'influence carthaginoise en Ibérie avant la deuxième guerre punique, mais après l'expédition contre les Olcades.

Ils sont mentionnés par Tite-Live et Polybe, lorsque ce dernier raconte qu'Hannibal Barca décide de les soumettre en 221 av. J.-C.,. Le nouveau chef carthaginois décide d'abandonner la politique d'apaisement et de traités conduite par son beau-frère et prédécesseur Hasdrubal le Beau. Cet acte hostile est dû à la localisation des Olcades au sud de l'Èbre, qui les fait entrer, selon le récent traité signé en 226 av. J.-C. par les Romains et les Carthaginois dans « la compétence » de ces derniers. Pour José María Gómez Fraile, la première décision d'Hannibal Barca en tant que chef de guerre d'attaquer ce peuple pourrait être liée au fait que l'assassinat d'Hasdrubal le Beau ait eu lieu près de leur territoire. Hannibal Barca réussit à les soumettre au terme d'une campagne militaire difficile, après avoir conquis leur capitale Cartala selon Tite-Live ou Althia selon Polybe (aujourd'hui Orgaz). Il en tire un butin important et les force à rendre hommage.
L'année suivante, à l'été 220 av. J.-C., après avoir passé l'hiver à Qart Hadasht chargé de butin, Hannibal Barca s'attaque aux Vaccéens. Puis ce sont les Vettons qui vont subir les attaques carthaginoises. Les villes d'Hermantica ou Elmantica selon Polybe, puis de Arbocala ou Arbucala chez Polybe sont conquises, cette dernière après un long siège. Les Carpétans, les Vaccéens et les Olcades s'unissent pour affronter les Carthaginois. Ils se préparent à tendre un piège au chef de l'armée carthaginoise sur le chemin du retour, près du fleuve Tage. Hannibal Barca réussit à éviter l'embuscade qui lui est tendue et décide d'affronter les armées conjointes des Carpétans, complétés par des contingents de Vaccéens et de fugitifs olcades à la bataille du Tage,. Ensuite, l'habileté d'Hannibal lui permet de l'emporter sur ces trois peuples, lorsque les forces ennemies qui traversent le fleuve afin de s'aligner pour la bataille imminente sur la rive opposée, chargées d'armes et de bagages, sont lourdement battues et se soumettent à la domination carthaginoise. Après cette expédition, Hannibal Barca lance son armée vers Sagonte, en fait le siège et délaisse la conquête complète des Olcades, préférant un glacis autour des possessions puniques en Ibérie.
- Bataille du Tage en 220 av. J.-C.

Bataille du Tage en -220
Phases précédant la bataille à laquelle participent les Olcades.
Déroulement de la bataille.

Après le début de la deuxième guerre punique, les Olcades ont l'obligation de fournir des troupes de mercenaires aux Carthaginois, que ces derniers expédient en renfort en Afrique en 218 av. J.-C.. La disparition de la jeunesse olcade dans les combats liés à la deuxième guerre punique va peu à peu faire absorber ce peuple par ses voisins,.

### Domination romaine
Ils sont probablement peu à peu absorbés par les Carpétans au IIIe siècle av. J.-C.,. Puis, les Olcades disparaissent des sources entre 218 et 182 av. J.-C.. Après la conquête romaine, ils sont intégrés à la province d'Hispanie citérieure en 156-154 av. J.-C. par les Romains. Ils semblent néanmoins être restés de fidèles alliés de Rome, repoussant par la suite avec succès les attaques des Lusitaniens commandés par Viriate dans les années 140 av. J.-C. contre la cité de Segóbriga,.
Le préteur d'Hispanie citérieure, Caius Valerius Flaccus y fonde la colonie militaire de Valeria entre 92 et 82 av. J.-C. sur le territoire olcadien après avoir remporté une grande victoire sur les Celtibères l'année précédente.

### Disparition
Enrique Flórez est le premier, au XVIIIe siècle, à évoquer la disparition des Olcades en mentionnant qu'il s'agit en fait des Lobetans. Plus tard, Adolf Schulten ne propose pas de réelle explication. Pour Pere Bosch Gimpera et María-Pilar González-Conde, en se basant sur la localisation de villes comme Segóbriga et Valeria, ils s'intègrent aux Celtibères.

## Territoire

Propositions de localisation des Olcades.

Localisation des Olcades et de leur capitale Cartala/Althia.

Le territoire des Olcades est localisé dans la partie orientale de la péninsule Ibérique. Il se situe plus précisément au nord du cap de la Nau mais également au nord du Petit Èbre, c'est-à-dire le Júcar d'après Jérôme Carcopino. Ils occupent les terres accidentées du sud du système Ibérique au sud de la serranía de Cuenca, appartenant déjà aux Celtibères, entre les plaines côtières habitées par les Edetans et les plaines intérieures par les Carpétans. Leur territoire est rattaché à l'ensemble qui forme la Celtibérie. Pour Enrique Flórez, les Olcades habitent un territoire montagneux.
Il est difficile d'une manière générale de définir précisément le territoire de ce peuple. Manuel Gómez-Moreno, archéologue et historien espagnol du XXe siècle, évoque une localisation à La Alcarria. Cette hypothèse consiste à localiser dans le sud-est de la Castille ce peuple, elle est soutenue précédemment par Antonio de Nebrija, Florián de Ocampo, M. Osuna, ainsi que par D. Pascual Madoz en 1848, Trifón Muñoz y Soliva en 1866 et Mauro Olmeda en 1975,. Pour Javier Cano Galindo, il occupe un territoire qui correspond à peu près à l'actuelle province de Cuenca. Il reprend ainsi une théorie soutenue par d'autres historiens avant lui comme Mateo López en 1787, Miguel Morayta y Sagrario en 1886, Nicola Feliciani en 1906 et Pere Bosch Gimpera en 1932 et 1945. Enrique Flórez propose quant à lui d'étendre le territoire des Olcades de la sierra de Alcaraz et la sierra de Albarracín jusqu'à Segorbe. F. W. Walbank, W. Huss, A. Tovar et, plus récemment, Richard Talbert et U. Händl-Sagawe estiment que le territoire de ce peuple est proche des sources du Guadiana. Une autre proposition les situe entre les sources du Guadiana et du Tage, elle est soutenue par Antonio García y Bellido en 1954, Narciso Vicente Santos Yanguas en 1977 et José Manuel Roldán Hervás en 1978 et 1981.
Le Sud-Ouest de leur territoire est particulièrement discuté : Nicola Feliciani le considère sous domination des Carpétans, tandis que Adolf Schulten et Pere Bosch Gimpera pensent à une domination des Olcades. Konrad Mannert avance leur localisation dans le sud de la province de Cuenca. Il s'agit plus sûrement d'une zone de transition entre les Olcades, les Carpétans et les Orétans.
Globalement, l'historiographie contemporaine peut inclure dans le territoire des Olcades les sources du Guadiana et du Tage, le nord de la province d'Albacete, le sud de la province de Cuenca, la serranía de Cuenca et la vallée du Júcar. Ceci correspond à une zone comprise entre les Carpétans et les Edetans.
La ville principale est Althia. Segóbriga est probablement l'un de leurs oppida. À l'époque romaine, Valeria est fondée par les Romains pour contrôler le territoire.

### Cartala/Althia
Cartala d'après Tite-Live ou Althia selon Polybe est la capitale des Olcades. Le premier toponyme pourrait venir du terme punique Qart qui signifie « ville », mais il s'agit plus certainement du terme grec κάρταλλος qui désigne l'expression « corbeille à fond pointu ». Le second toponyme pourrait être indigène, probablement ibérique. La Cartala de Tite-Live pourrait aussi se décomposer de la manière suivante : Cart-Althia (Cartala).

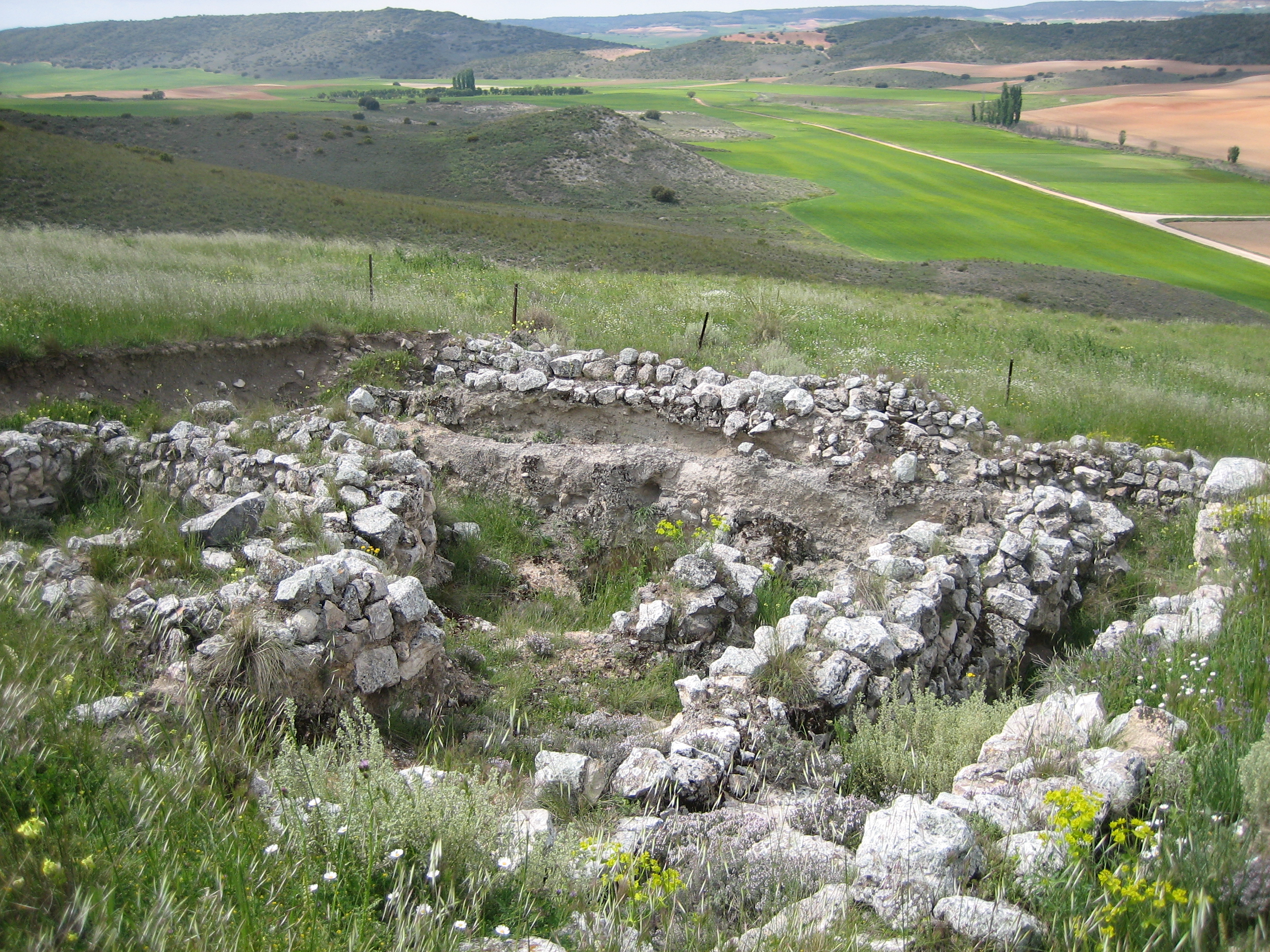
Vestiges de maisons sur le site archéologique de Cerro de la Virgen de la Cuesta, un des deux sites supposés de la capitale des Olcades.

À la fin du Moyen Âge, Antonio de Nebrija et Florián de Ocampo estiment qu'il s'agit de la ville moderne d'Ocaña. Au XVIe siècle Pere Antoni Beuter l'associe à la ville d'Altea, mais cette théorie n'est pas reprise a posteriori. Les archéologues font l'hypothèse du site archéologique de Cerro de la Virgen de la Cuesta à Alconchel de la Estrella ou de Los Galindos à Valera de Abajo,.
Il s'agit d'un site fortifié de type oppidum qui est la localité principale des Olcades. Elle est prise après un siège et un assaut menés par l'armée carthaginoise dirigée par Hannibal Barca en 221 av. J.-C. où les Carthaginois semblent utiliser pour la première fois de l'artillerie de torsion. Il n'est pas possible de déterminer si la ville a subi de grandes destructions, ni si la majeure partie de ses habitants sont morts ou sont emmenés en esclavage.

### Segóbriga

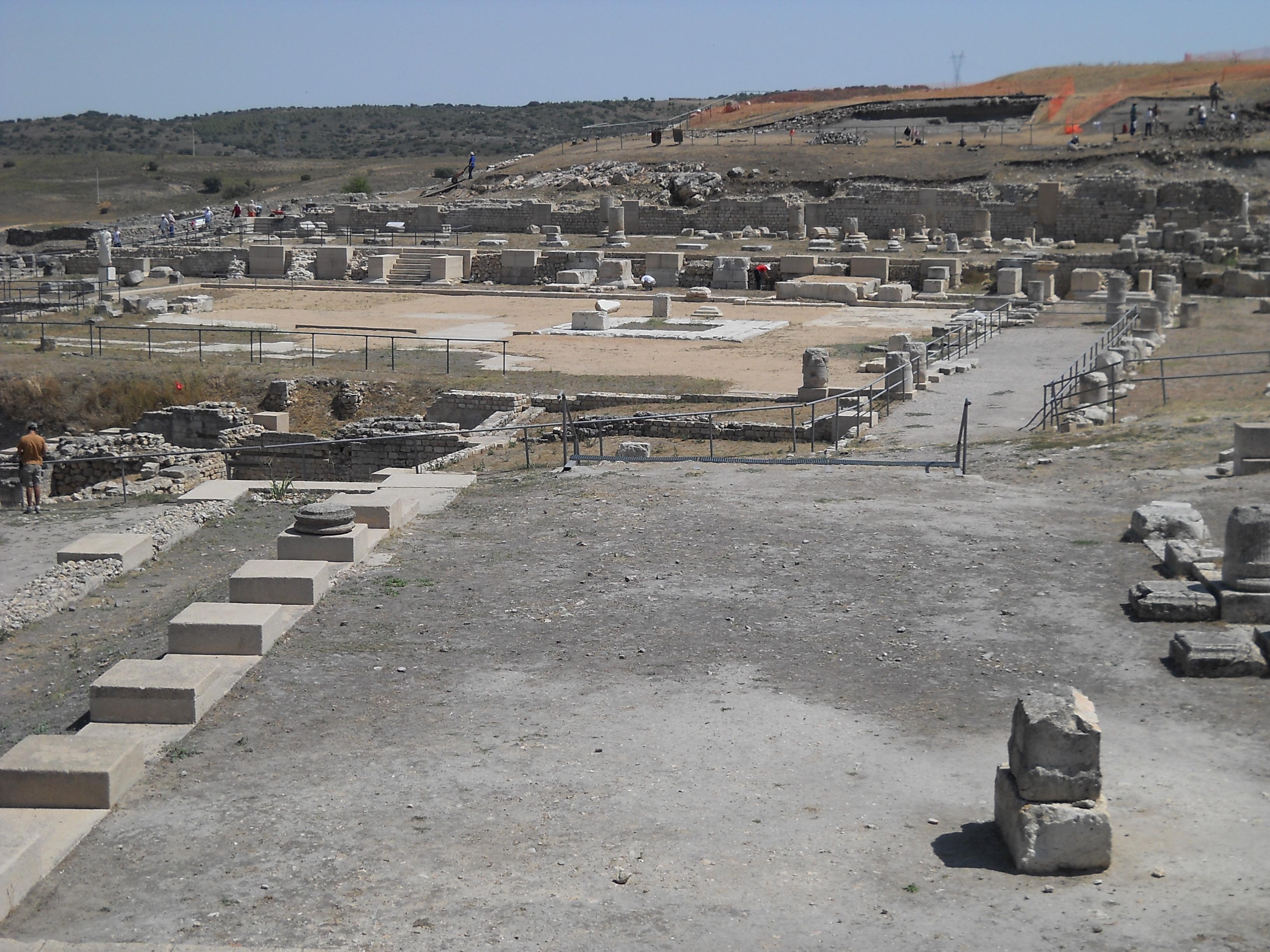
Vestiges du forum de Segóbriga.

Segóbriga se situe sur le territoire des Olcades. Selon les sources, elle est à l'origine soit une ville olcade, soit carpétane, voire celtibère pour Annius de Viterbe,.
La localité préromaine daterait du VIe siècle av. J.-C.. Après l'attaque de l'armée lusitanienne de Viriate dans les années 140 av. J.-C. et la destruction de la ville indigène, la cité romaine est reconstruite à Cabeza de Griego près de Saelices au Ier siècle av. J.-C. en tant que cité stipendiaire, ce qui l'oblige à verser un tribut à Rome,. À l'époque d'Auguste, la cité devient un municipe.
Sous le règne d'Auguste, probablement entre 20 et 10 av. J.-C., le forum et une basilique avec des chapiteaux corinthiens sont construits. La construction du théâtre en dehors des murailles commence sous Tibère et se termine à la fin du règne de Vespasien. Puis sous les Flaviens, un complexe de 172 m de longueur comprenant un temple pour le culte impérial et des thermes est édifié à côté de la partie orientale du forum. La cité est alimentée en eau par un aqueduc de 5 km construit au milieu du Ier siècle pouvant amener l'eau depuis une source présente au nord. Un amphithéâtre est également construit en dehors des murailles.

### Valeria

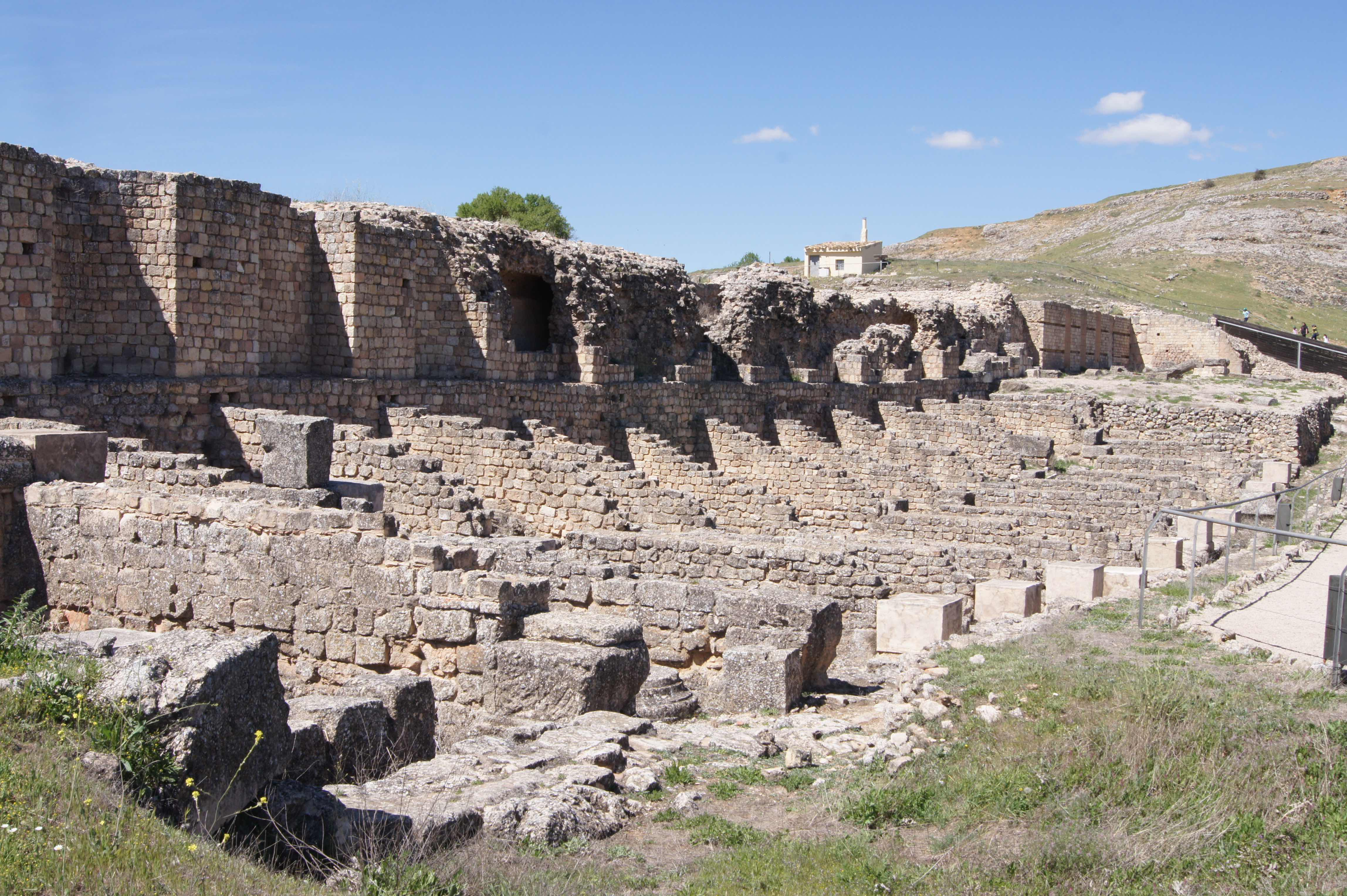
Vestiges du nymphée et des boutiques sur le côté du forum de Valeria.

Un site olcade sur le cerro de Los Galindos semble préexister à 3-5 km de la future ville romaine localisée à Valera de Arriba,. Un trésor monétaire est découvert sur le site de Los Galindos. Claude Ptolémée considère cette localité comme celtibère.
Le site est probablement conquis par Tiberius Sempronius Gracchus en 179 av. J.-C. pendant les guerres celtibères. Après la conquête romaine, au Ier siècle av. J.-C., Valeria, une colonie pour les vétérans latins, y est fondée,. Elle reçoit le statut de municipe en 15 av. J.-C..
Les Romains y aménagent un forum sur une terrasse centrale artificielle créée à mi-distance entre deux collines dans la seconde moitié du Ier siècle av. J.-C.. Il est rénové sous les règnes des empereurs Tibère et Claude. Un nymphée de 80 m de longueur comportant douze niches et une fontaine y est érigé. Quatre citernes rectangulaires y sont installées, ainsi que des tabernae sur les côtés méridional et oriental. L'eau provient d'une source située à 4 km au nord-ouest. Sur la base de la statue présente sur le forum, le decretum decurionum qui donne le statut de municipe à la cité est inscrit. D'autres édifices sont construits : un temple pour le culte impérial et une basilique avec curie aux dimensions écrites par l'architecte romain Vitruve.
La cité reste à l'écart des principales voies romaines de la péninsule Ibérique.

## Société, économie et politique

### Culture

Les Olcades sont installés dans la zone de transition entre les langues ibère et celtibère (au sud de cette dernière).

Les preuves archéologiques montrent que les Olcades pratiquent la crémation avec des urnes sans arme et des céramiques ibériques qui sont récupérées dans les nécropoles locales, telles que celles de Buenache de Alarcón et d'Olmedilla de Alarcón. Globalement, les fouilles archéologiques menées sur leur territoire supposé montrent qu'ils sont proches de la culture ibère.
À la fin du Moyen Âge, Florián de Ocampo considère ce peuple comme sous influence culturelle des Carpétans et non des Celtibères. À l'époque contemporaine, Pere Bosch Gimpera les considère comme un peuple celtibère comme Enrique Flórez avant lui et la majeure partie des historiens du XXe siècle : Pedro Aguado Bleye, Martín Almagro Gorbea, Nicola Feliciani, Manuel Gómez-Moreno, María P. González Conde, Juan José Lomas, Alberto José Lorrio Alvarado, Santiago Palomero Plaza et Lluís Pericot i Garcia,.
Adolf Schulten les envisage comme un peuple de transition entre les Ibères et les Celtibères. Javier Cano Galindo partage cette opinion. Dans l'historiographie contemporaine, ils sont considérés comme les responsables de l'« ibérianisation » culturelle de la Celtibérie et de la Carpétanie voisines au cours de La Tène. Culturellement, ils restent proches des Carpétans et des Orétans comme l'évoque Nicola Feliciani.
Les Olcades sont un peuple guerrier qui n'hésite pas à affronter les autres peuples voisins ou si c'est nécessaire un peuple étranger les envahissant comme les Carthaginois ou les Romains.
Ce peuple ne pratique pas l'écriture jusqu'à la conquête romaine et les débuts de la romanisation. C'est la raison pour laquelle il s'agit de l'un des peuples les plus méconnus de l'Ibérie.

### Économie
La culture des Olcades est fortement influencée par les contacts avec les commerçants ibériques du sud de la péninsule Ibérique pour la céramique datant du bronze final, puis par des importations avec les Phéniciens et les Phocéens à partir du IVe siècle av. J.-C.,.
Leur économie tourne principalement autour de l'élevage du bétail et de l'exploitation agricole, pratique courante dans le système Ibérique,. Aux IVe et IIIe siècles av. J.-C., l'exploitation agraire se développe et de petites localités sont créées.

### Relations extérieures
Leurs principaux voisins sont à l’ouest les Carpétans dont ils sont peut-être les clients, les Arévaques au nord, les Oretans au sud et les Edetans à l'est.
Les peuples du secteur s'unissent souvent pour repousser les invasions carthaginoises puis romaines.

## Historiographie et archéologie

### Historiographie

#### Antiquité
Les Olcades n'écrivant pas, les principales sources les mentionnant sont soit puniques, soit grecques ou romaines.
Polybe, historien grec du IIe siècle av. J.-C. et ami du Romain Scipion Emilien, mentionne les Olcades dans ses Histoires. Il évoque principalement ce peuple dans son livre III lors de la campagne d'Hannibal Barca chez les peuples de la Meseta centrale.
Tite-Live, historien romain du Ier siècle av. J.-C., cite les Olcades dans son œuvre Ab Urbe condita libri. Ils sont mentionnés dans le livre XXI lorsqu'Hannibal Barca s'attaque à eux et qu'ils s'allient à deux autres peuples, les Vaccéens et les Carpétans. Strabon, historien et géographe grec de la même époque que Tite-Live, mentionne dans le livre III de son ouvrage Géographie la capitale des Olcades avant le début de la deuxième guerre punique,. Mais la fiabilité de Strabon est relative car il n'a jamais visité l'Hispanie romaine, il s'appuie sur les descriptions de Polybe et de l'historien et géographe grec du Ier siècle av. J.-C. Posidonios qui ont visité ce territoire.
Pline l'Ancien, écrivain et naturaliste romain du Ier siècle, évoque l'origine des Olcades, une de leur ville Segóbriga et la conquête du secteur de Valeria dans son Histoire naturelle. Au même siècle, Frontin, général et gouverneur romain, les nomme dans son œuvre Stratagèmes quand le chef lusitanien Viriate attaque la cité de Segóbriga.
Au IIe siècle, le géographe grec Claude Ptolémée évoque le secteur de Valeria dans son ouvrage Géographie.

#### Moyen Âge
Étienne de Byzance, écrivain byzantin du VIe siècle, fait état de leur localisation sur les rives du Júcar.
Antonio de Nebrija, humaniste et grammairien espagnol de la fin du XVe et du début du XVIe siècle, mentionne dans une œuvre en 1499 une localisation des Olcades à Ocaña à partir principalement du travail de Tite-Live. À la même époque, Florián de Ocampo, chroniqueur espagnol, soutient l'hypothèse d'Antonio de Nebrija.

#### Époque moderne
Enrique Flórez, religieux augustin et historien espagnol du XVIIIe siècle, est le premier historien à évoquer ce peuple dans son œuvre España sagrada en les localisant dans la province de Cuenca. Il évoque en 1748 la géographie du territoire olcade et son absorption par les Celtibères (et non par les Carpétans) après la guerre contre les Carthaginois. Deux ans plus tard, en 1750, il estime que ce sont les Lobetans qui ont absorbé les Olcades. Mateo López reprend en 1787 les hypothèses d'Enrique Flórez dans son Memorias históricas de Cuenca y su obispado qu'il présente à la société économique de Cuenca.
François Sabbathier, littérateur et compilateur français de la fin XVIIe et du début du XVIIIe siècle, tente de localiser les Olcades dans son volume XXXI du Dictionnaire pour l'intelligence des auteurs classiques, grecs et latins : tant sacrés que profanes, contenant la géographie, l'histoire, la fable, et les antiquités en 1785.

#### Époque contemporaine
Konrad Mannert, historien et géographe allemand de la seconde moitié du XVIIIe et de la première moitié du XIXe siècle, dans son Geographie der Griechen und Römer en 1799, évoque une localisation dans une zone qui correspond au sud de la province de Cuenca. Il rejoint ainsi une théorie évoquée par Juan López en 1797 dans son Tratado sobre la España antigua. Libro tercero de la Geografia de Estrabón, rédigé d'après une traduction de Strabon.
Manuel Gómez-Moreno, archéologue et historien espagnol du XXe siècle, évoque leur localisation à La Alcarria dans ses travaux. Pour l'historien français du XXe siècle Jérôme Carcopino, la localisation est un peu différente, elle se situe au nord du Petit Èbre, c'est-à-dire le Júcar. Pere Bosch Gimpera, archéologue et ethnologue espagnol de la même époque, rejoint principalement la localisation évoquée par Jérôme Carcopino. Enrique Flórez y voit une localisation jusqu'à Segorbe. Adolf Schulten, historien et archéologue allemand, les localise près des sources du Guadiana.
Leonard A. Curchin estime qu'une localisation proche de la mer Méditerranée n'est pas possible. Les travaux les plus complets sur leur localisation ont été réalisés par Enrique Gozalbes Cravioto.

### Archéologie
Les sites archéologiques indiquent que tout le territoire de Castille-La Manche au sud de la Serranía de Cuenca est de culture ibérique, ce qui place le peuple des Olcades dans le cadre du monde ibérique. En raison de leur proximité et de leurs contacts avec leurs voisins les Celtibères, il est possible qu'ils aient subi une certaine forme d'influence culturelle.
Les fouilles archéologiques ont révélé des fibules annulaires décorées par des globules sur des sites attribués aux Olcades.

#### Fonds antique
- Frontin, Stratagèmes (lire sur Wikisource).
- Pline l'Ancien, Histoire naturelle (lire sur Wikisource).
- Polybe, Histoire (lire sur Wikisource).
- Strabon, Géographie (lire sur Wikisource).
- Tite-Live, Histoire romaine (lire sur Wikisource).

#### Ouvrages généraux sur les peuples celtes et celtibères
- Martín Almagro Gorbea et Alberto José Lorrio Alvarado, « Les Celtes de la péninsule Ibérique au IIIe siècle av. J.-C. », Études celtiques, vol. 28,‎ 1991, p. 33-46 (lire en ligne, consulté le 30 juillet 2024). .
- Pere Bosch Gimpera, « Les mouvements celtiques. Essai de reconstitution (suite) », Études celtiques, vol. 6,‎ 1952, p. 71-126 (lire en ligne, consulté le 30 juillet 2024).
- (es) Francisco Burillo Mozota, Los Celtíberos, etnias y estados, Barcelone, Crítica, Grijalbo Mondadori, S.A, 2007, 2e éd. (1re éd. 1998) (ISBN 84-7423-891-9).
- John Haywood, Atlas historique des Celtes, Paris, Éditions Autrement, 2002, 144 p. (ISBN 2-7467-0187-1).
- Venceslas Kruta, Les Celtes: histoire et dictionnaire : des origines à la romanisation et au christianisme, Paris, Éditions Robert Laffont, coll. « Bouquins », 2000, 1005 p. (ISBN 2-7028-6261-6).
- (es) Alberto José Lorrio Alvarado, Los Celtíberos, Murcie, Universidad Complutense de Madrid, 1997, 687 p. (ISBN 84-7908-335-2).
- (es) Ángel Montenegro, Historia de España 2 - colonizaciones y formación de los pueblos prerromanos (1200-218 a.C), Madrid, Editorial Gredos, 1989 (ISBN 84-249-1386-8).

#### Ouvrages sur les Olcades et la Meseta
- (es) « Los Pueblos de la Meseta Sur: Oretanos, Olcades y Carpetanos », dans Martín Almagro Gorbea, Oswaldo Arteaga, Michael Blech, Diego Ruiz Mata et Hermanfrid Schubart, Protohistoria de la Península Ibérica, Ed. Ariel S.A., 2001 (lire en ligne), p. 358-361.
- (en) Leonard A. Curchin, The Romanization of Central Spain : Complexity, Diversity and Change in a Provincial Hinterland, Routledge, 2004 (ISBN 978-1-134-45112-8, lire en ligne).
- (en) Leonard A. Curchin, « The urban experience in Castilla-La Mancha in the roman period », dans Gregorio Carrasco Serrano, La ciudad romana en Castilla-La Mancha, Cuenca, Université Castille-La Manche, 2012 (ISBN 978-84-8427-881-8, lire en ligne), p. 15-28.
- (es) Javier Cano Galindo, « Artículo Olcades », dans Pueblos prerromanos en La Mancha conquense, 2019 (lire en ligne).
- (it) Nicola Feliciani, « Gli Olcadi e gli Andosini, due populi sconosciuti », Boletín de la Real Academia de la Historia, vol. 48,‎ 1906.
- (es) José María Gómez Fraile, « A propósito de la localización geográfica de los Olcades », Wad-al-Hayara, vol. 29,‎ 2002, p. 27-40 (ISSN 0214-7092, lire en ligne, consulté le 27 juillet 2024).
- (es) María-Pilar González-Conde, « Los pueblos prerromanos de la Meseta Sur », Complutum, nos 2-3,‎ 1992, p. 299-310 (ISSN 1131-6993, lire en ligne, consulté le 27 juillet 2024).
- (es) Enrique Gozalbes Cravioto, Caput celtiberiae : la tierra de Cuenca en las fuentes clásicas, Université Castille-La Manche, 2000 (ISBN 978-84-8427-084-3, lire en ligne).
- (es) Enrique Gozalbes Cravioto, « En torno a los olcades », dans G. Carrasco Serrano, Los pueblos prerromanos en Castilla-La Mancha, Cuenca, Ediciones de la Universidad de Castilla-La Mancha, 2007, p. 165-183.
- (es) Enrique Gozalbes Cravioto, La ciudad romana de Valeria (Cuenca), Editorial de la Universidad de Castilla-La Mancha, 2009 (ISBN 978-84-8427-703-3).
- Pierre Jacob, « Notes sur la toponymie grecque de la côte méditerranéenne de l’Espagne antique », Ktèma, no 10,‎ 1985, p. 247-271 (ISSN 2802-1401, lire en ligne, consulté le 29 juillet 2024).
- (es) Alberto José Lorrio Alvarado, « Voces: Althaea, Carpetani, Carpetania, Celtiberi, Celtiberes, Celtiberia, Lobetani, El Molón, Olcades; Cerro de la Virgen de la Cuesta », dans José Maria Álvarez, Tabula Imperii Romani J-30, 2001 (lire en ligne).
- (es) Alberto José Lorrio Alvarado, Procesos de continuidad y discontinuidad entre los oppida celtibéricos y las ciudades romanas en la meseta sur: Los casos de Segóbriga y Ercávica (parte de Carrasco Serrano, G.: La ciudad romana en Castilla-La Mancha, Université Castille-La Manche, 2012 (ISBN 978-84-8427-881-8, lire en ligne).

#### Autres
- Jérôme Carcopino, « Le traité d'Hasdrubal et la responsabilité de la deuxième guerre punique », Revue des Études Anciennes, t. 55, nos 3-4,‎ 1953, p. 258-293 (ISSN 2540-2544, lire en ligne, consulté le 27 juillet 2024).
- Pierre Jacob, « La frontière entre Espagne Ultérieure et Citérieure au début du IIe siècle av. J.-C. », Ktèma, no 15,‎ 1990, p. 253-273 (ISSN 2802-1401, lire en ligne, consulté le 1er août 2024).
- Ulrich Kahrstedt, « Les Carthaginois en Espagne », Bulletin hispanique, t. 16, no 3,‎ 1914, p. 372-381 (ISSN 1775-3821, lire en ligne, consulté le 30 juillet 2024).
- Agnès Pelletier, « Les hispani et l'hispania de Tite Live », Mélanges de la Casa de Velázquez, t. 22,‎ 1986, p. 5-25 (ISSN 2173-1306, lire en ligne, consulté le 27 juillet 2024).